# Tigri (India)
Tigri is een census town in het district Zuid-Delhi van het Indiase unieterritorium Delhi.

## Demografie
Volgens de Indiase volkstelling van 2001 wonen er 44.895 mensen in Tigri, waarvan 55% mannelijk en 45% vrouwelijk is. De plaats heeft een alfabetiseringsgraad van 62%.